# Luci Opimi (cònsol)
Luci Opimi (en llatí Lucius Opimius Q. F. Q. N.) va ser un magistrat romà del segle II aC. Era fill del cònsol Quintus Opimius Q. F. Q. N.. Formava part de la gens Opímia, una gens romana d'origen plebeu.
Va ser pretor el 125 aC any en què va atacar Fregellae que s'havia revoltat demanant la ciutadania romana. La ciutat li va ser entregada per Quint Numitori Puil·le i Opimi va prendre severa venjança sobre els habitants i va destruir la ciutat.

## Accés al consolat
Pertanyia al partit aristocràtic, tenia forta influència en el senat romà i va ser un dels més violents i alhora màxims opositors de Gai Grac. L'any 123 aC va ser candidat al consolat per l'any següent, però Gai Grac va donar suport a Gai Fanni Estrabó que va sortir elegit. Però a l'any següent van elegir Opimi i va ser cònsol el 121 aC junt amb Quint Fabi Màxim Al·lobrògic. Opimi es va oposar vehement a Grac, sense cap escrúpol i actuant més per una venjança personal que no per política, i forçant obertament una ruptura. Amb el suport del senat va poder eliminar a Gai Grac. Opimi i el seu partit van abusar de la victòria aconseguida (vegeu Gai Grac) i van fer matar més de tres mil opositors.

## Tribunat
L'any següent, el 120 aC el tribú de la plebs Publi Deci, el va acusar d'haver matat ciutadans romans sense judici. Va ser defensat pel cònsol Gai Papiri Carbó, antic partidari de Grac ara al camp dels aristòcrates, però el terror desfermat per Opimi l'any anterior va espantar tothom, sobretot als jutges, i va ser absolt. Més tard Opimi va haver d'enfrontar altres judicis no tan favorables.
L'any 112 aC va ser enviat a Àfrica per repartir el Regne de Numídia entre Jugurta i Adhèrbal de Numídia i va ser subornat per Jugurta, a qui va assignar la millor part del país. Encara que de moment no es va percebre la seva mala actuació, quan l'exèrcit romà dirigit per Espuri Postumi Albí va ser derrotat l'any 109 aC, es va veure clar que hi havia una corrupció generalitzada, i el tribú Gai Mamili Limetà va demanar una investigació per esbrinar qui eren els que havien rebut suborns de Jugurta, i va fer aprovar una llei, la Lex Mamilia de senatoribus que castigava els que havien acceptat suborns. De resultes d'aquesta llei, Opimi va ser condemnat juntament amb força altres aristòcrates. Va anar a l'exili a Dirràquium a l'Epir, on va viure uns anys odiat i insultat per la gent, i on va morir sembla que en gran pobresa. Ciceró va defensar diverses vegades l'actuació d'Opimi, dient que havia salvat la República de les pretensions de Grac, que havia destruït Fregellae i que havia fet molts serveis al poble romà.

## Vi d'Opimi
L'any 121 aC va ser recordat per la calor extraordinària de la tardor i, per tant, la verema d'aquell any va produir un raïm que va donar un vi de qualitat excepcional. Aquest vi va ser conegut com a vinum opimianum o vi d'Opimi, pel nom del cònsol d'aquell any. El vi es va conservar, durant molts anys anys, com una mostra excepcional. Ciceró, quan escrivia el Brutus, vuitanta-cinc anys després del consolat d'Opimi, deia que encara n'hi havia existències. Vel·lei Patercul, que escrivia en temps de Tiberi deia que ja no ni havia en existència, i només restaven algunes gerres de col·leccionista. Segons Plini el Vell en temps de Vespasià, dos-cents anys després, encara hi havia alguna gerra i el vi tenia una consistència com la mel aspra, i era tant fort i amarg que només es podia beure barrejat amb aigua.